# بورسيرة ثنائية الأزهار
بورسيرة ثنائية الأزهار (الاسم العلمي:Bursera biflora) هي نوع من النباتات تتبع جنس البورسيرة من الفصيلة البخورية.